# Diecezja Abancay
Diecezja Abancay (łac. dioecesis Abancaiensis) – diecezja rzymskokatolicka w Peru stanowiąca sufraganię archidiecezji Cuzco.
Siedzibą jest Abancay.
Zajmuje 12,950 km².

## Historia
Diecezja została erygowana 28 kwietnia 1958 z części archidiecezji Cuzco. 26 kwietnia 1968, gdy erygowano prałaturę terytorialną Chuquibambilla, straciła na jej rzecz część terytorium.

## Główne świątynie
- Katedra: Katedra Matki Boskiej Różańcowej w Abancay

## Biskupi

### Biskupi diecezjalni
- Alcides Mendoza Castro (mianowany 5 grudnia 1962 – 12 sierpnia 1967 mianowany arcybiskupem polowym Peru)
- Enrique Pélach y Feliú (mianowany 20 czerwca 1968 – 1 grudnia 1992 przeszedł na emeryturę)
- Isidro Sala Ribera (1 grudnia 1992 – do 2009)
- Gilberto Gómez González (od 2009 roku)

### Biskupi afiliowani
- Gilberto Gómez González (biskup pomocniczy w latach 2001–2009)
- Alcides Mendoza Castro (biskup pomocniczy od 28 kwietnia 1958; biskup od 5 grudnia 1962 do 12 sierpnia 1967)
- Gabino Miranda Melgarejo (kapłan od 17 grudnia 1987 do 3 czerwca 2004)
- Enrique Pélach y Feliú (biskup od 20 czerwca 1968 do 1 grudnia 1992)
- Isidro Sala Ribera (biskup pomocniczy od 18 października 1986; koadiutor od 7 kwietnia 1990; biskup od 1 grudnia 1992)
- Juan Antonio Ugarte Pérez (biskup pomocniczy od 18 sierpnia 1983 do 18 października 1986)

## Dane statystyczne
Dane nie uwzględniają zmian terytorialnych.
| Rok  | Katolicy | Całkowita populacja | Odsetek katolików | Księża diecezjalni | Księża zakonni | Księża łącznie | Katolicy/księdza | Stali diakoni | Zakonnicy | Zakonnice | Parafie | Źródło |
| ---- | -------- | ------------------- | ----------------- | ------------------ | -------------- | -------------- | ---------------- | ------------- | --------- | --------- | ------- | ------ |
| 1959 | 365,000  |                     |                   | 25                 |                | 25             | 14,600           |               |           | 8         | 98      | ap1960 |
| 1966 | 385,000  | 400,000             | 96.3%             | 30                 | 7              | 37             | 10,405           |               | 12        | 45        | 39      | ap1967 |
| 1970 | 256,000  | 260,000             | 98.5%             | 29                 |                | 29             | 8,827            |               | 3         | 44        | 14      | ap1971 |
| 1976 | 272,600  | 280,000             | 97.4%             | 26                 | 1              | 27             | 10,096           |               | 5         | 55        | 15      | ap1977 |
| 1980 | 407,900  | 415,758             | 98.1%             | 24                 |                | 24             | 16,995           |               | 3         | 73        | 27      | ap1981 |
| 1990 | 266,000  | 268,000             | 99.3%             | 10                 |                | 10             | 26,600           |               | 3         | 132       | 28      | ap1991 |
| 1999 | 286,000  | 306,000             | 93.5%             | 50                 |                | 50             | 5,720            |               | 4         | 90        | 34      | ap2000 |
| 2000 | 295,000  | 317,000             | 93.1%             | 44                 |                | 44             | 6,704            |               | 4         | 108       | 34      | ap2001 |
| 2001 | 299,000  | 320,000             | 93.4%             | 52                 |                | 52             | 5,750            |               | 7         | 112       | 15      | ap2002 |
| 2002 | 302,000  | 325,000             | 92.9%             | 53                 |                | 53             | 5,698            |               | 7         | 110       | 15      | ap2003 |
| 2003 | 302,000  | 325,000             | 92.9%             | 60                 |                | 60             | 5,033            |               | 7         | 130       | 15      | ap2004 |
| 2004 | 303,000  | 328,000             | 92.4%             | 55                 |                | 55             | 5,509            |               | 5         | 180       | 16      | ap2005 |
| 2005 | 310,628  | 335,628             | 92.6%             | 58                 |                | 58             | 5,355            |               | 5         | 185       | 17      | ap2006 |
| 2006 | 315,775  | 347,750             | 90,81%            | 58                 |                | 58             | 5,444            | 6             | 5         | 190       | 17      | ap2007 |